# Thyropoeus
Genre
Synonymes
- Heteromigella Strand, 1908

Thyropoeus est un genre d'araignées mygalomorphes de la famille des Migidae.

## Distribution
Les espèces de ce genre sont endémiques de Madagascar.

## Liste des espèces
Selon World Spider Catalog (version 14.0, 2013) :
- Thyropoeus malagasus (Strand, 1908)
- Thyropoeus mirandus Pocock, 1895

## Publication originale
- Pocock, 1895 : Descriptions of new genera and species of trap-door spiders belonging to the group Trionychi. Annals and Magazine of Natural History, sér. 6, vol. 16, p. 187-197 (texte intégral).